# Anthrenus afer
Anthrenus afer es una especie de escarabajo de piel del género Anthrenus, categorizada en la tribu Anthrenini, de la subfamilia Megatominae.

## Distribución
Se distribuye por África.

## Taxonomía
Fue descrita por Péringuey en 1886.